# NGC 2126
NGC 2126 (другое обозначение — OCL 418) — рассеянное скопление в созвездии Возничий.
Этот объект входит в число перечисленных в оригинальной редакции «Нового общего каталога».
Является скоплением среднего возраста, которое имеет популяцию звёзд типа Дельты Щита, находящихся на  полосе нестабильности. Известны три затменные переменные двойные системы, принадлежащие скоплению, одна из которых содержит пульсирующий компонент.